# ماجستير الإدارة العامة

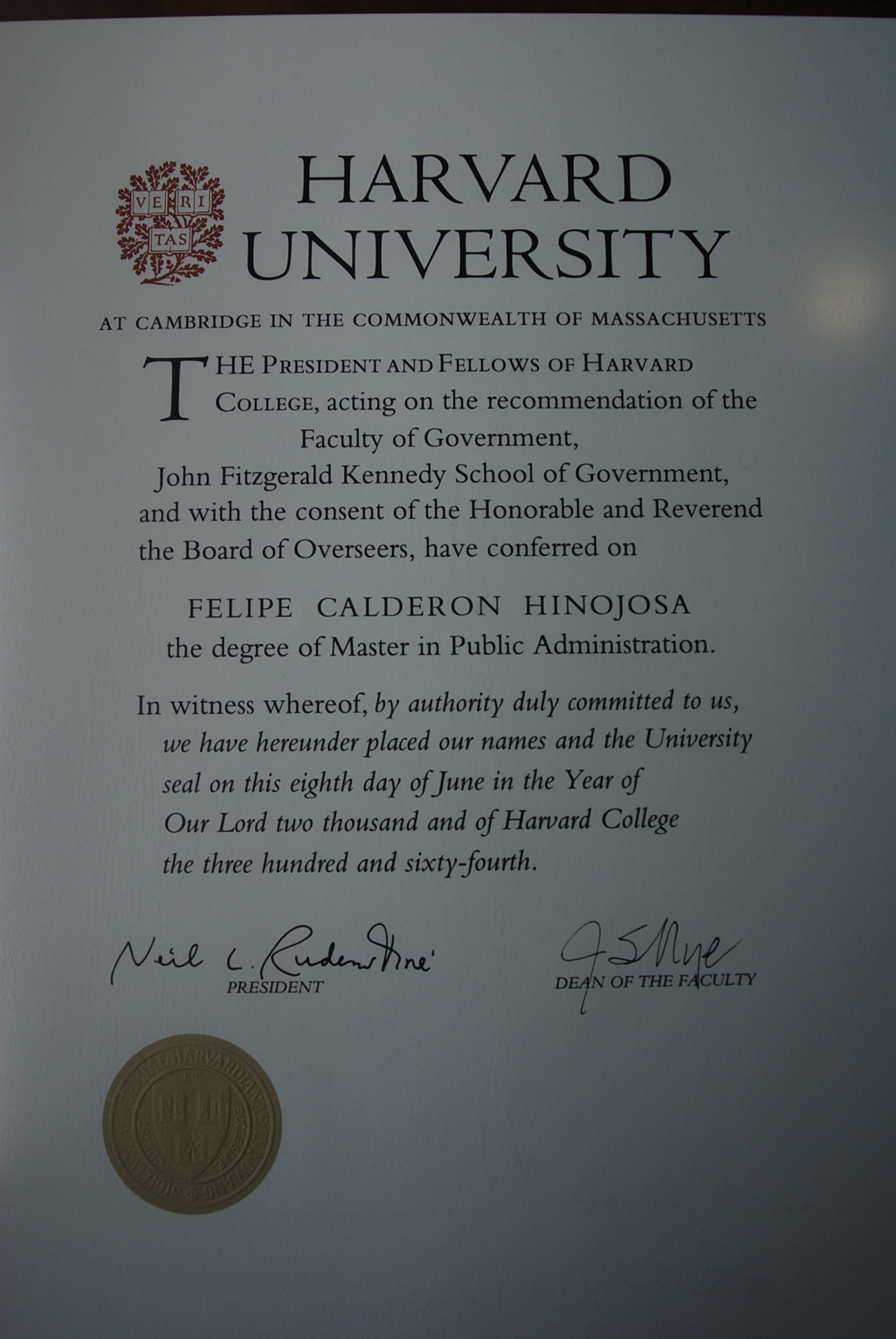
مثال على شهادة ماجستيرلإدارة عامة من جامعة هارفارد تخص الرئيس المكسيك السابق فيليبي كالديرون.

ماجستير الإدارة العامة (بالإنجليزية: Master of Public Administration، وتختصر إلى MPA، وبالفرنسية: Maîtrise en administration publique) هي درجة من درجات الدراسات العليا تُمنح في مجال الإدارة العامة.
يؤهل البرنامج الدراسي لدرجة ماجستير الإدارة العامة دارسه للعمل الإداري التنفيذي في الحكومات المحلية والوطنية والفيدرالية، كما توسع أيضًا ليؤهل الحاصلين عليه للعمل الإداري في المنظمات غير الحكومية وقطاعات الأعمال غير الربحية.
ويشمل البرنامج التعليمي لهذه الدرجة العلمية دراسة أدوار الإدارة العامة وتطورها ومبادئها، وإدارة السياسة العامة وتنفيذها. وتتضافر في مجال دراسة ماجستير الإدارة العامة عدة علوم من بينها الاقتصاد وعلم الاجتماع والقانون والأنثروبولوجيا والعلوم السياسية والتخطيط المحلي بهدف تزويد الحاصلين على الدرجة بالمهارات والمعارف التي تغطي نطاقًا واسعًا من الموضوعات والتخصصات ذات الصلة بقطاع العمل العام.
يحتوي المنهج العلمي لدرجة ماجستير إدارة الأعمال في صورته النمطية على مقررات دراسية في كل من الاقتصاد الجزئي والمالية العامة وطرق البحث والإحصاء، وتحليل السياسات، والإدارة المالية العامة، والمحاسبة الإدارية، والأخلاقيات والتسيير العمومي، والقيادة، والتخطيط ونظم المعلومات الجغرافية (GIS) وتقييم البرامج وقياس الأداء.
ويمكن للطالب ـ وفقًا لاهتماماته ـ تركيز دراسته على مجال معين من مجالات الإدارة العامة كالتخطيط العمراني، وإدارة الطوارئ، والنقل، والرعاية الصحية (خاصةً الصحة العمومية)، والتنمية الاقتصادية، وتسيير المدن، وتنمية المجتمع، والتعليم والمنظمات غير الربحية، وتقنية المعلومات، والسياسة البيئية، والسياسة الثقافية، والعدالة الجنائية، إلخ.

## من أبرز الحاصلين على درجة الماجستير في الإدارة العامة
يشغل عدد كبير من حاملي درجة الماجستير في الإدارة العامة حاليًا مواقع بارزة في القطاع الحكومي والعام، ومنهم:
- إلين جونسون سيرليف: رئيسة ليبيريا.
- بان كي مون: الأمين العام للأمم المتحدة.
- ديفيد بتريوس: مدير المخابرات المركزية الأمريكية السابق.
- الرئيس المكسيكي فيليبي كالديرون.